# Golpe de Estado na Venezuela em 1948
O golpe de estado na Venezuela em 1948 foi um golpe militar na Venezuela ocorrido em 24 de novembro de 1948, que o presidente democraticamente eleito Rómulo Gallegos foi deposto e exilado. Em seu lugar, foi substituído por uma junta militar encabeçada pelo coronel Carlos Delgado Chalbaud.

## Antecedentes
Após a derrubada do presidente Isaías Medina Angarita, iniciou-se na Venezuela um período conhecido como Trienio Adeco, que trouxe consigo importantes reformas políticas como o sufrágio universal e a Constituição venezuelana de 1947 e foi caracterizado por um forte sectarismo do partido governista, Ação Democrática.
Nesse período desenrolaram diversas tensões políticas, principalmente entre os partidos de oposição com o partido governista; além de conspirações militares e apurações de casos de corrupção envolvendo funcionários do ex-regime andino.
Nas eleições presidenciais de 1947, o candidato com apoio do AD, Rómulo Gallegos obteve uma vitória esmagadora e tomou posse em 15 de fevereiro de 1948 como o primeiro presidente eleito democraticamente na história da Venezuela.

## Golpe
Os três principais chefes militares; Carlos Delgado Chalbaud, Marcos Pérez Jiménez e Luis Llovera Páez, exigiram 3 pontos essenciais ao governo de Rómulo Gallegos, a saída de Rómulo Betancourt do país, o desarmamento de milícias da Ação Democrática, e uma reorganização do gabinete retirando os militantes adecos e os trocando por pessoas sem partidarismo.
O presidente Rómulo Gallegos se recusou a ceder às reivindicações militares e às suspeitas de um possível golpe de estado em 21 de novembro, suspendendo as garantias constitucionais. Em 24 de novembro de 1948, Gallegos foi deposto e preso, permanecendo assim até 5 de dezembro, quando foi expulso do país. O presidente do Congresso Nacional, Valmore Rodríguez, tentou assumir a presidência da República, designando um gabinete de emergência em Maracay, que não foi realmente estabelecido.
Após a derrubada de Gallegos, formou-se e assumiu uma junta formada exclusivamente por seus ex-aliados militares no golpe de 1945. Era integrada pelo ex-ministro da Defesa de Gallegos, coronel Carlos Delgado Chalbaud, e pelos tenentes-coronéis Marcos Pérez Jiménez e Luis Llovera Páez. Justificaram a sua ação “dada a incapacidade do Governo Nacional para resolver a crise existente no país”. A ditadura duraria até 1958, quando a democracia foi restaurada.